# Lifesenseless
Lifesenseless ist eine 2010 gegründete Funeral-Doom-Band.

## Geschichte
Lifesenseless entstand 2010 in Agadir als Nebenprojekt zur Depressive-Black-Metal-Band Her Suffering. Der Multiinstrumentalist Anir und der Sänger Funeral Fajr veröffentlichten das Album Bleak Year Lead My Years in Kooperationen mit Self Mutilation Services. Es blieb vorerst die einzige Veröffentlichung des Duos.
Lifesenseless gilt dennoch mit ihrer einzelnen Veröffentlichung als bedeutender Repräsentant des marokkanischen Extreme Metal. Der in Medien, sowie in den Rechts- und Machtstrukturen des Landes präsente religiöse Konservatismus führte lange Jahre zu gesellschaftlichen und staatlichen Repressionen, die sich bis 2010 lockerten. Dennoch blieb die marokkanische Szene klein und Lifesenseless eine der wenigen Gruppen, die eine internationale Beachtung erlangten.
Die Popularität der Band speiste sich insbesondere aus den Kooperationen mit dem russischen Label Satanarsa Records, das das Debüt vertrieb, bis das mexikanische Label Self Mutilation Services sich als Verlag anbot.

## Stil
Lifesenseless spielt einen „depressiven“ und „von Trauer geplagten“ Funeral Doom mit „krankhafter Vorliebe für musikalische Melancholie“.

## Diskografie
- 2011: Bleak Year Lead My Years (Album, Self Mutilation Services)